# Eva Ionesco
Pour les articles homonymes, voir Ionesco.
Eva Ionesco est une écrivaine, actrice et réalisatrice française, née le 21 mai 1965 à Paris 15e.

## Biographie
D'ascendance roumaine, Eva Stéphanie Nicole Ionesco naît dans le 15e arrondissement de Paris le 21 mai 1965, ou le 18 juillet 1965. Elle est la fille de la photographe Irina Ionesco et d'un père né en Hongrie, engagé pendant la guerre à 18 ans dans la Wehrmacht, qui restera le grand absent de sa vie, ne l'ayant jamais reconnue.
Enfant, elle est poussée à poser fréquemment comme modèle pour les photos de sa mère et de certains photographes, parfois nue. Le caractère érotique de ces photos mettant en scène une très jeune enfant nue et érotisée provoque de nombreuses controverses. À onze ans, elle pose nue en couverture du Spiegel du 23 mai 1977. Dès l'âge de treize ans, Eva Ionesco qui se drogue à l'héroïne est retirée à la garde de sa mère et confiée à la DDASS du centre d’Orsay-Ville. L'adolescente passe un temps en maison de redressement à la suite de tentatives de vol et de fugue.
Vers seize ans, c'est pour Pierre et Gilles qu'elle apparaît dénudée sur le thème d'Adam et Ève : « Avec ses airs de baby doll, notre amie Eva Ionesco s'imposait dans le rôle d'Eva », dira plus tard le duo de photographes. Durant son enfance, elle est souvent rejetée par ses camarades, à cause de ces photos et des accoutrements que sa mère lui fait porter quotidiennement.
C'est également à cette époque qu'elle devient amie avec le futur chausseur Christian Louboutin, pour qui elle fait régulièrement des photos, mais également Vincent Darré, Paquita Paquin ou Edwige Belmore. Elle vit alors dans l'appartement de Charles Serruya où passe Philippe Krootchey, DJ à la Main bleue, une discothèque de Montreuil qu'elle fréquente. Avec tous ses amis, elle passe surtout ses nuits au Palace rue du Faubourg-Montmartre. Bien qu'alors âgée de 13 ans, Edwige la physionomiste à l'entrée de la discothèque les laisse rentrer et Fabrice Emaer ne les fait pas payer. Elle fréquente aussi Le Sept.
Toujours à la fin des années 1970, alors qu'elle est encore mineure, elle joue dans quelques films érotiques. Ceux-ci ont depuis été censurés car jugés pédopornographiques, puisqu'ils mettent en scène des mineurs dans des situations à connotation érotique.
En 1987, elle intègre la troupe du metteur en scène et réalisateur français Patrice Chéreau. Ultérieurement, Eva Ionesco est notamment connue pour ses seconds rôles sous la direction de Virginie Thévenet, Agnès Obadia, Patrick Mimouni, etc. Elle apparaît également dans le clip Night Train de Visage comme choriste, auprès de Steve Strange.
En 2011, elle réalise un film, My Little Princess, dans lequel elle met en scène sa propre enfance.
En août 2017, elle publie Innocence, un roman autobiographique.
Fin 2019, sort son deuxième long métrage intitulé Une jeunesse dorée, avec Isabelle Huppert, qui jouait déjà dans My Little Princess, Melvil Poupaud, Galatéa Bellugi et son fils Lukas Ionesco.

### Œuvre
My Little Princess est le premier film de long métrage d’Eva Ionesco réalisé en 2011, avec Isabelle Huppert et Anamaria Vartolomei. C’est une fiction autobiographique, l’histoire d’une petite fille photographiée par sa maman, Irina Ionesco, et qui à l’âge de dix ans, se confronte à l’emprise de sa mère pour reprendre son destin en main.
Le film, sélectionné à Cannes à la Semaine de la critique, est nommé pour le meilleur premier film et les meilleurs costumes aux Césars 2012. Il bénéficie d’une large diffusion à l’international et d’une critique élogieuse. C'est le premier rôle d’Anamaria Vartolomei.
Innocence est le premier roman d’Eva Ionesco, édité chez Grasset en 2017. C’est une autobiographie romancée, qui narre le destin particulier d’enfant et de Lolita photographiée dans les années 1970. Le récit commence avant la naissance d’Eva Ionesco jusqu’à sa dixième année. Il traite en fil rouge de l’absence du père dans un monde fait de femmes, de trois générations de femmes, la mère, la grand-mère et l’arrière grand-mère d’Eva Ionesco, ayant toutes fui la Roumanie et la guerre. Eva Ionesco revisite, à travers les yeux d’une enfant qui grandit, ses mésaventures dans un monde d’adultes à Paris, à travers l’Europe et à San Francisco,.
Une jeunesse dorée est son second long-métrage, réalisé en 2019, avec Isabelle Huppert, Galatea Bellugi, Melvil Poupaud, Lukas Ionesco. C’est une autobiographie rêvée, un conte noir. Il s’inspire en partie de sa vie. C’est l’histoire de Rose, une jeune fille qui sort de la DASS et retrouve son fiancé Michel (inspiré du peintre Charles Serruya). Ils s’aiment, le couple a du mal à survivre financièrement, Rose est poursuivie par la police et doit se cacher. Michel est peintre et ambitieux. Ils vont se réfugier à la campagne chez un couple riche et âgé. Par goût de l’expérience, ils vont se laisser séduire puis corrompre, leur amour va se briser. Michel part pour New York et Rose se lance dans le théâtre,,. Le film est écrit avec Simon Liberati.
Les Enfants de la nuit paraît chez Grasset en février 2022, suivi par La Bague au doigt chez Robert Laffont en août 2023. En mars 2025 paraît Grand amour, relatant le placement de l'auteure dans des centres pour mineurs et la rencontre avec un jeune homme qui l'aime et la protège, l'artiste Charles Serruya.

#### Autres films et projets artistiques
Rosa Mystica est un moyen-métrage écrit avec Simon Liberati, réalisé en 2014 pour Canal+ avec Jean-Pierre Léaud, Marisa Berenson, Lukas Ionesco.
Eva Ionesco a commencé la réalisation en 2007 par un film expérimental d’anticipation d’une heure qu’elle a entièrement filmé : La loi de la forêt,.

#### Carrière de modèle, de comédienne, d'actrice
Très tôt, Eva Ionesco commence sa carrière comme modèle avec divers photographes comme Pierre et Gilles,, Simon Boccanegra, puis a joué dans des films et au théâtre comme actrice et fait des études théâtrales chez Antoine Vitez puis Patrice Chéreau et sa troupe,. C’est ce travail d’actrice qui l’a menée vers l’écriture du roman, laquelle prend aujourd’hui une place principale dans son œuvre.

### Vie privée
Elle est mariée à l'écrivain Simon Liberati, qu'elle croisait au Palace. Elle le rencontre plus tard de nouveau au printemps 2013. Il lui consacre un livre biographique, Eva, publié lors de la rentrée littéraire de l'automne 2015,. Ils divorcent en 2021 quelques mois après qu'elle a été condamnée pour violence envers son mari. Elle raconte dans son roman La Bague au doigt, paru en 2023, que cette violence est mutuelle, indiquant notamment qu'il l'avait poursuivie avec une hache quelques mois plus tôt. Lui-même publie un roman en 2022 évoquant leur divorce, Performance, récompensé par le prix Renaudot. Les deux s'opposent par l’intermédiaire de leurs ouvrages et celui d'Eva Ionesco reste « accablant » pour Simon Liberati. Elle le soupçonne notamment d'avoir une liaison avec la fiancée de son fils.
Elle est mère de Lukas Ionesco, qui a joué dans le film The Smell of Us et elle le dirige dans Une jeunesse dorée. Son père est le premier époux d'Eva Ionesco, le décorateur Wouter Zoon. 

### Polémique et procès
Pour Eva Ionesco, son enfance a été finalement traumatisante avec le sentiment d'avoir été hypersexualisée et exploitée dans le cadre de diverses activités dites « artistiques », cela la conduira à déposer plainte bien des années après et notamment contre sa mère, Irina, pour le préjudice subi.
Irina Ionesco est condamnée par le tribunal de grande instance (TGI) de Paris le 17 décembre 2012 à verser 10 000 euros de dommages et intérêts pour atteinte au droit à l’image et à la vie privée de sa fille Eva. Cette dernière, qui assignait sa mère en justice au sujet des clichés réalisés alors qu'elle était enfant, âgée de 4 à 12 ans, lui demandait 200 000 euros de dommages et intérêts pour ces photos prises durant les années 1970. Cependant, le tribunal reconnaît à Irina Ionesco le droit de conserver l'ensemble des négatifs des photographies sur lesquelles apparaît Eva Ionesco et refuse d'octroyer à cette dernière la moitié des recettes tirées de la vente de ces photographies. Eva Ionesco a fait appel de ce jugement.
Le 27 mai 2015, la septième chambre du pôle 2 de la cour d'appel de Paris rend un arrêt condamnant Irina Ionesco. La cour, rejetant l’argument de celle-ci fondé sur la prescription de l’action, relève qu’à supposer même qu’il ait existé, Eva Ionesco n’a pas pu donner un consentement éclairé sur l’utilisation des photographies d'elle prises par sa mère. Écartant le débat de la qualité artistique ou non des photographies visées dans l’instance, la cour estime que les photographies sont « incontestablement attentatoires à la dignité d'Eva Ionesco ».

Elle précise que : 

« dénudée ou non, la fixation photographique de l’image sexualisée de façon malsaine, d’une très jeune enfant ou d’une toute jeune fille ne peut qu’être dégradante pour celle-ci, quelle que soit l’intention de l’auteur ou la subjectivité du public auquel elle est destinée. »

En conséquence, la cour d'appel prononce une interdiction à Irina Ionesco « concernant la diffusion de toute image de sa fille sans le consentement exprès de celle-ci. Toute infraction à cette prohibition l’exposera à de nouvelles saisies et demandes d’indemnisation. […] ». En résumé, la justice considère qu'Irina Ionesco est l'auteur de photos relevant de la pédopornographie et qu'elle ne peut se prévaloir d'aucune qualité artistique concernant les photos de sa fille que la justice reconnaît comme victime des abus de sa mère[réf. souhaitée].

## Affaires judiciaires

### Condamnation pour violences conjugales
Le 24 mai 2021, Eva Ionesco est condamnée pour coups et blessures volontaires avec arme sur conjoint dans la nuit du 15 au 16 février 2021. Pour avoir porté trois coups de couteau à Simon Liberati avant de le frapper avec la fourche du poêle à bûches, l'actrice/réalisatrice est condamnée par le Tribunal correctionnel de Soissons à dix mois de sursis d'emprisonnement assortis d'une mesure de sursis probatoire de deux ans, de 2 000 euros de dommages-intérêts à payer à son époux, ainsi qu'à une obligation de soins,,.

## Filmographie

### Actrice

#### Télévision
- 1979 : L'Hôtel du libre échange de Georges Feydeau, réalisation Guy Séligmann :
- 1988 : Sueurs froides, volet Mort en copropriété d'Arnaud Sélignac (série tv) : une copropriétaire
- 1989 : Le Conte d'hiver, captation de la mise en scène de Luc Bondy par Pierre Cavassilas : Mopsa
- 1994 : Maigret : Cécile est morte de Denys de la Patellière (série tv) : Florence Boinet
- 1996 : Cubic de Thomas Chabrol (série tv)
- 1997 : Regards d'enfance : La Petite Maman de Patrice Martineau : Mademoiselle Bonnat
- 1999 : Maison de famille de Serge Moati : Sandra
- 2000 : Oncle Paul de Gérard Vergez : Colombe
- 2001 : Les Enquêtes d'Éloïse Rome, épisode A cœur ouvert de Denys Granier-Deferre (série tv) : Agnès Dahl
- 2003 : Boulevard du Palais, épisode Trahisons de Benoît d'Aubert (série tv) : Madame Ronarch
- 2005 : Vénus et Apollon, épisode Soin mortel (série tv) : Olivia
- 2013 : Les Déferlantes d'Éléonore Faucher : Lili
- 2015 : Un père coupable de Caroline Huppert :
- 2018 : Il était une seconde fois de Guillaume Nicloux (série tv) : Annie Arron

#### Cinéma
- 1976 : Le Locataire de Roman Polanski : la fille de Madame Gaderian
- 1976 : Spermula de Charles Matton : petite fille
- 1977 : Jeux interdits de l'adolescence de Pier Giuseppe Murgia : Silvia
- 1978 : L'Amant de poche de Bernard Queysanne : Martine
- 1980 : Journal d'une maison de correction de Georges Cachoux : Isabelle
- 1982 : Meurtres à domicile de Marc Lobet : Pauline
- 1983 : Grenouilles d'Adolfo Arrieta : Kati
- 1985 : Les Nanas d'Annick Lanoë : Miss France
- 1985 : La Nuit porte-jarretelles de Virginie Thévenet : Albane
- 1987 : Jeux d'artifices de Virginie Thévenet : Eva
- 1987 : Hôtel de France de Patrice Chéreau : Katia, la serveuse
- 1987 : Résidence surveillée de Frédéric Compain
- 1987 : L'Amoureuse de Jacques Doillon: Elsa
- 1989 : Marie cherchait l'amour de Sylvie Meyer (court métrage) : Marie
- 1989 : L'Orchestre rouge de Jacques Rouffio : Margaret
- 1990 : Monsieur de Jean-Philippe Toussaint : Mme Pons-Romanov
- 1991 : Chant de guerre parisien de Laetitia Masson (court métrage)
- 1992 : La Table d'émeraude de Pierre Bourgeade (court métrage)
- 1992 : La Sévillane de Jean-Philippe Toussaint : l'amie de Pascale
- 1993 : Comment font les gens de Pascale Bailly: Emmanuelle
- 1993 : Rupture(s) de Christine Citti : Anna
- 1993 : Grand Bonheur d'Hervé Le Roux : Emma
- 1994 : X pour Xana de Dominic Gould (court métrage)
- 1994 : Montparnasse-Pondichéry de Yves Robert : Colette
- 1994 : Bête de scène de Bernard Nissille (court métrage) : une des filles
- 1995 : Pullman paradis de Michèle Rosier : Marie-Paule Daragnès
- 1996 : L'Appartement de Gilles Mimouni : la femme à l'agence de voyages
- 1996 : Encore de Pascal Bonitzer : Olga
- 1997 : Romaine d'Agnès Obadia : Pastelle
- 1997 : Rien que des grandes personnes de Jean-Marc Brondolo
- 1997 : Vive la République ! d'Eric Rochant : la femme de Victor
- 1997 : Liberté chérie de Jean-Luc Gaget (court métrage)
- 1998 : La Patinoire de Jean-Philippe Toussaint : l'éditrice
- 1998 : La Nouvelle Ève de Catherine Corsini : une femme des PS
- 1999 : Adieu, plancher des vaches ! d'Otar Iosseliani : la prostituée
- 2000 : Paris, mon petit corps est bien las de ce grand monde de Françoise Prenant : l'amie d'Agathe
- 2001 : Un aller simple de Laurent Heynemann : Clémentine
- 2002 : Les Diables de Christophe Ruggia : l'actrice
- 2003 : Il est plus facile pour un chameau... de Valeria Bruni Tedeschi : ouvrière
- 2003 : Un homme, un vrai de Jean-Marie Larrieu et Arnaud Larrieu : l'assistante du producteur
- 2003 : Qui perd gagne! de Laurent Bénégui : la joueuse de Deauville
- 2003 : Cette femme-là de Guillaume Nicloux : Madame Kopmans
- 2004 : L'Empreinte de David Mathieu-Mahias (court-métrage) : Anna Yordanoff
- 2004 : Éros thérapie de Danièle Dubroux : Hélène
- 2004 : Quand je serai star de Patrick Mimouni : Alice
- 2005 : Les Invisibles de Thierry Jousse : Vanessa
- 2006 : Écoute le temps (Fissures) d'Alanté Kavaïté : Madame Bourmel
- 2006 : La Petite fille sous l'océan de Nathalie Giraud (court métrage) : Anaïs
- 2007 : La Promenade de Marina de Van (court métrage) : la prostituée #1
- 2008 : Comédie sentimentale de Emily Barnett (court métrage) : Marylin
- 2008 : Je vous hais petites filles de Yann Gonzalez (court métrage) : Punk Idol
- 2008 : J'ai rêvé sous l'eau de Hormoz : la femme du Sif
- 2008 : À l'est de moi de Bojena Horackova : la fille dans les toilettes du Palace
- 2009 : La Famille Wolberg d'Axelle Ropert : Sarah, l'amie de Joseph
- 2010 : Crime de Vincent Ostria : Ella, la trafiquante
- 2011 : La Ligne blanche d'Olivier Torres : la costumière
- 2021 : L'Étreinte de Ludovic Bergery : Marianne

### Réalisatrice
- 2006 : La Loi de la forêt (moyen métrage)[43]
- 2011 : My Little Princess[44],[6] ; sélectionné par la Semaine de la critique (hors compétition) au festival de Cannes 2011
- 2014 : Rosa Mystica (court métrage)
- 2019 : Une jeunesse dorée

## Théâtre
- 1987 : Penthésilée de Heinrich von Kleist, mise en scène Pierre Romans, Festival d'Avignon, théâtre Nanterre-Amandiers
- 1987 : Catherine de Heilbronn de Heinrich von Kleist, mise en scène Pierre Romans, Festival d'Avignon, théâtre Nanterre-Amandiers
- 1987 : Platonov d'Anton Tchekhov, mise en scène Patrice Chéreau, Festival d'Avignon, théâtre Nanterre-Amandiers : Zézette
- 1988 : Le Conte d'hiver de William Shakespeare, mise en scène Luc Bondy, théâtre Nanterre-Amandiers, Festival d'Avignon, TNP Villeurbanne : Mopsa
- 1988 : Chroniques d'une fin d'après-midi spectacle composé de fragments d'œuvres d'Anton Tchekhov, mise en scène Pierre Romans, Festival d'Avignon
- 1988 : Le Retour au désert de Bernard-Marie Koltès, mise en scène Patrice Chéreau, Festival d'automne à Paris théâtre Renaud-Barrault
- 1991 : Écrit sur l'eau d'Éric-Emmanuel Schmitt, création et mise en scène Niels Arestrup, théâtre de la Renaissance
- 1992 : Le Sang des fraises de Catherine Bidaut, mise en scène Daniel Pouthier, Rencontres d'été de la Chartreuse

## Publications
- Innocence (roman), éditions Grasset et Fasquelle, 2017, 432 p.  (ISBN 978-2-246-85838-6)
- Les Enfants de la nuit (roman), éditions Grasset et Fasquelle, 2022, 448 p.
- La Bague au doigt (roman), Robert Laffont, 2023, 336 p. (ISBN 978-2-221-25866-8)
- Grand Amour (roman), Robert Laffont, 2025, 318 p.

### Radio
- « Eva Ionesco, itinéraire d’une enfance gâchée » le 27 août 2019 dans Affaires sensibles de Fabrice Drouelle sur France Inter.